# Pavel Cristian Balaj
Pavel Cristian Balaj (Nagybánya, 1971. augusztus 17. –) román nemzetközi labdarúgó-játékvezető. Polgári foglalkozása: igazgató.

## Pályafutása

### Labdarúgóként
Fiatal korában ismerkedett meg a labdarúgással, az FC Baia Mare-nak a játékosa volt, egy alkalommal Magyarországon a Pécs csapata ellen játszott felkészülési mérkőzést.

### Nemzeti játékvezetés
A játékvezetői vizsgát 1994-ben tette le. A küldési gyakorlat szerint rendszeres partbírói tevékenységet is végzett. 2000-ben lett az I. Liga játékvezetője. Első ligás mérkőzéseinek száma: 247 (2013). Ez a szám 1982-től 2009-ig román csúcs volt, Nicolae Rainea játékvezető előzi meg. Az első osztályban vezetett 247 mérkőzésével a 4. helyen áll a romániai labdarúgó-játékvezetők között.

#### Nemzeti kupamérkőzések
Vezetett kupadöntők száma: 4.

##### Román kupa
A román JB, elismerve szakmai felkészültségét, több alkalommal megbízta a kupadöntő koordinálásával.
| Időpont          | Helyszín                              | Mérkőzés típusa | Mérkőzés                                  | Eredmény | Nézők száma |
| ---------------- | ------------------------------------- | --------------- | ----------------------------------------- | -------- | ----------- |
| 2002. június 5.  | Nemzeti Stadion, Bukarest             | döntő           | FC Rapid București–FC Dinamo București    | 2 : 1    | 40 000      |
| 2004. június 6.  | Cotroceni Stadion, Bukarest           | döntő           | Dinamo București–Oțelul Galați            | 2 : 0    | 10 000      |
| 2009. június 13. | Tudor Vladimirescu Stadion, Târgu Jiu | döntő           | FC Politehnica Timișoara–FC CFR 1907 Cluj | 0 : 3    | 9 000       |

##### Román labdarúgó-szuperkupa
| Időpont          | Helyszín                    | Mérkőzés típusa | Mérkőzés                             | Eredmény | Nézők száma |
| ---------------- | --------------------------- | --------------- | ------------------------------------ | -------- | ----------- |
| 2005. július 31. | Cotroceni Stadion, Bukarest | döntő           | FC Steaua București–Dinamo București | 2 : 3    | 12 000      |

#### Nemzetközi játékvezetés
A Román labdarúgó-szövetség Játékvezető Bizottsága (JB) terjesztette fel nemzetközi játékvezetőnek, a Nemzetközi Labdarúgó-szövetség (FIFA) 2003-tól tartja nyilván bírói keretében. A FIFA JB központi nyelvei közül a angolt és a németet beszéli. A FIFA JB besorolása szerint 2011-2012 idénytől első kategóriás bíró. Több nemzetek közötti válogatott és klubmérkőzést vezetett, vagy működő társának 4. bíróként segített. A román nemzetközi játékvezetők rangsorában, a világbajnokság-Európa-bajnokság sorrendjében többedmagával az 5. helyet foglalja el 6 (2014. október) találkozó szolgálatával. Válogatott mérkőzéseinek száma: 10 (2014. október).

#### Labdarúgó-világbajnokság
A világbajnoki döntőhöz vezető úton Dél-Afrikába a XIX., a 2010-es labdarúgó-világbajnokságra, valamint Brazíliába a XX., a 2014-es labdarúgó-világbajnokságra a FIFA JB játékvezetőként alkalmazta.

##### 2010-es labdarúgó-világbajnokság

###### Selejtező mérkőzés
| Időpont              | Helyszín                     | Mérkőzés típusa           | Mérkőzés                       | Eredmény | Nézők száma |
| -------------------- | ---------------------------- | ------------------------- | ------------------------------ | -------- | ----------- |
| 2008. szeptember 10. | Bilino Polje Stadion, Zenica | előselejtező (5. csoport) | Bosznia-Hercegovina–Észtország | 7 : 0    | 13 000      |

##### 2014-es labdarúgó-világbajnokság

###### Selejtező mérkőzés
| Időpont           | Helyszín                      | Mérkőzés típusa           | Mérkőzés                | Eredmény | Nézők száma |
| ----------------- | ----------------------------- | ------------------------- | ----------------------- | -------- | ----------- |
| 2013. március 26. | Köztársasági Stadion, Jereván | előselejtező (B. csoport) | Örményország–Csehország | 0 – 0    | 144 030     |

#### Labdarúgó-Európa-bajnokság

##### U17-es labdarúgó-Európa-bajnokság
Olaszország rendezte a 2005-ös U17-es labdarúgó-Európa-bajnokságot, ahol az UEFA JB bíróként foglalkoztatta.

###### 2005-ös U17-es labdarúgó-Európa-bajnokság
| Időpont         | Helyszín                    | Mérkőzés típusa | Mérkőzés              | Eredmény |
| --------------- | --------------------------- | --------------- | --------------------- | -------- |
| 2005. május 11. | Központi Stadion, Pontedera | egyik elődöntő  | Olaszország–Hollandia | 0 : 1    |

---

##### U19-es labdarúgó-Európa-bajnokság
Lengyelország rendezte a 2006-os U19-es labdarúgó-Európa-bajnokságot, ahol az UEFA JB játékvezetőkét foglalkoztatta.

###### 2006-os U19-es labdarúgó-Európa-bajnokság
| Időpont          | Helyszín                 | Mérkőzés típusa              | Mérkőzés            | Eredmény |
| ---------------- | ------------------------ | ---------------------------- | ------------------- | -------- |
| 2006. július 20. | Városi Stadion, Swarzedz | csoportmérkőzés (A. csoport) | Ausztria–Csehország | 1 : 3    |

---
Az európai-labdarúgó torna döntőjéhez vezető úton Ausztriába és Svájcba a XIII., a 2008-as labdarúgó-Európa-bajnokságra, Ukrajnába és Lengyelországba a XIII., a 2012-es labdarúgó-Európa-bajnokságra, valamint Franciaországba a XV., a 2016-os labdarúgó-Európa-bajnokságra az UEFA JB játékvezetőként foglalkoztatta.

##### 2008-as labdarúgó-Európa-bajnokság

###### Selejtező mérkőzés
| Időpont            | Helyszín                               | Mérkőzés típusa           | Mérkőzés                   | Eredmény | Nézők száma |
| ------------------ | -------------------------------------- | ------------------------- | -------------------------- | -------- | ----------- |
| 2007. június 6.    | Republican Stadion, Jereván            | előselejtező (A. csoport) | Örményország–Lengyelország | 1 : 0    | 12 500      |
| 2007. november 21. | Commerzbank Stadion, Frankfurt am Main | előselejtező (D. csoport) | Németország–Észak-Írország | 0 : 0    | 49 300      |

##### 2012-es labdarúgó-Európa-bajnokság

###### Selejtező mérkőzés
| Időpont             | Helyszín                 | Mérkőzés típusa           | Mérkőzés                 | Eredmény | Nézők száma |
| ------------------- | ------------------------ | ------------------------- | ------------------------ | -------- | ----------- |
| 2010. szeptember 3. | Ljudski Stadion, Maribor | előselejtező (4. csoport) | Szlovénia–Észak-Írország | 0 : 1    | 12 435      |

##### 2016-os labdarúgó-Európa-bajnokság

###### Selejtező mérkőzés
| Időpont           | Helyszín                          | Mérkőzés típusa           | Mérkőzés       | Eredmény | Nézők száma |
| ----------------- | --------------------------------- | ------------------------- | -------------- | -------- | ----------- |
| 2014. október 13. | Nemzeti Stadion, Andorra la Vella | előselejtező (B. csoport) | Andorra–Izrael | 1 – 0    | 800         |

## Szakmai sikerek
2008-ban a román JB, elismerve szakmai felkészültségét az Év Játékvezetője címmel díjazta.